# Tom Poberezny

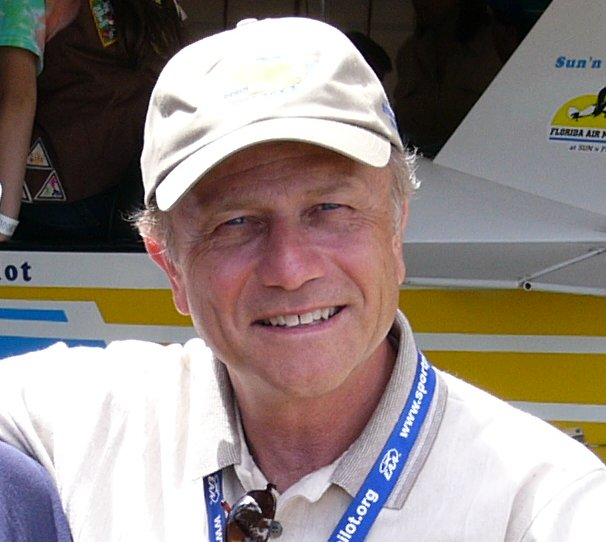
Tom Poberezny auf der Sun ’n Fun Aerospace Expo, 2004

Thomas Paul Poberezny (* 3. Oktober 1946 in Hales Corners, Wisconsin; † 25. Juli 2022) war ein US-amerikanischer Kunstflugweltmeister. Von 1977 bis 2011 war er Leiter des EAA AirVenture Oshkosh und von 1989 bis 2010 als Nachfolger seines Vaters Paul Poberezny, der die EAA 1953 gegründet hatte, Vorsitzender der Experimental Aircraft Association.
Poberezny war Mitglied des Eagles Aerobatic Team (vormals Red Devils), das im Jahr 1971 gegründet wurde und über 25 Jahre existierte, womit es zum am längsten in unveränderter Besetzung betriebenen Kunstflugteam der Welt wurde. Er setzte sich für die Gründung des EAA Aviation Museums ein, das 1983 eröffnet wurde und war Mitbegründer des EAA-Programms Young Eagles, das 1992 ins Leben gerufen wurde und Kindern die Möglichkeit bietet, Flüge zu erleben und etwas über die Allgemeine Luftfahrt zu lernen. Durch seine Arbeit bei der EAA wird ihm oft zugeschrieben, die Light-Sport-Aircraft-Klasse in den Vereinigten Staaten im Jahr 2004 ermöglicht zu haben. Im Jahr 2016 wurde er in die National Aviation Hall of Fame aufgenommen.

## Leben

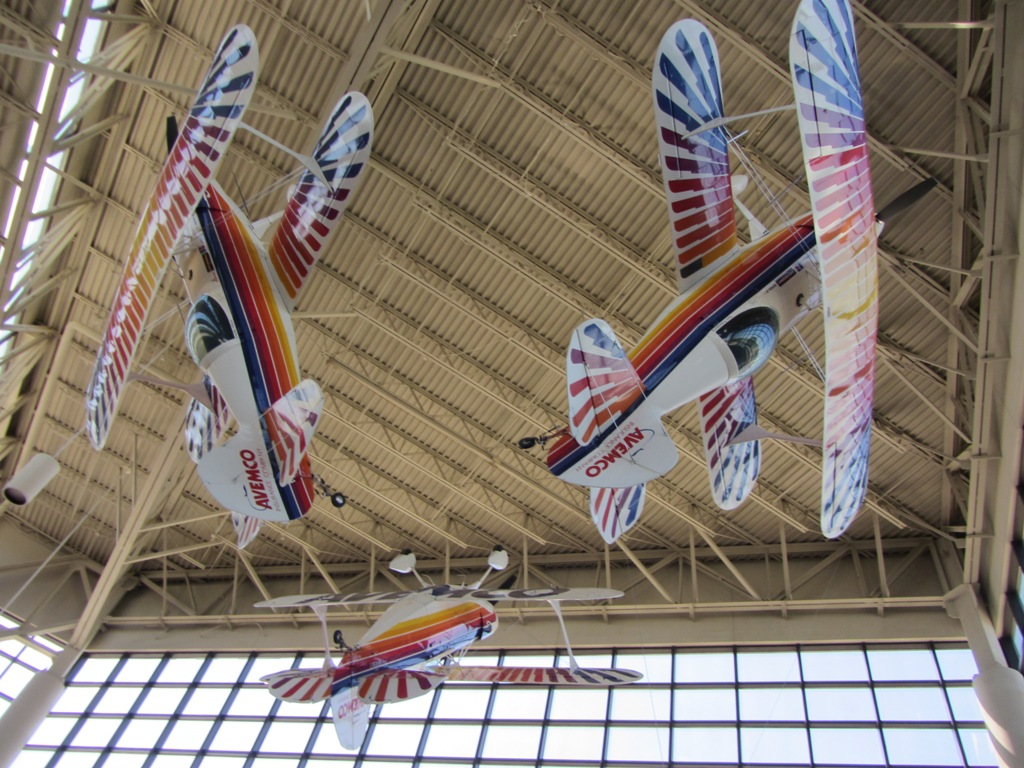
Flugzeuge des Eagles Aerobatic Team, ausgestellt im EAA Aviation Museum

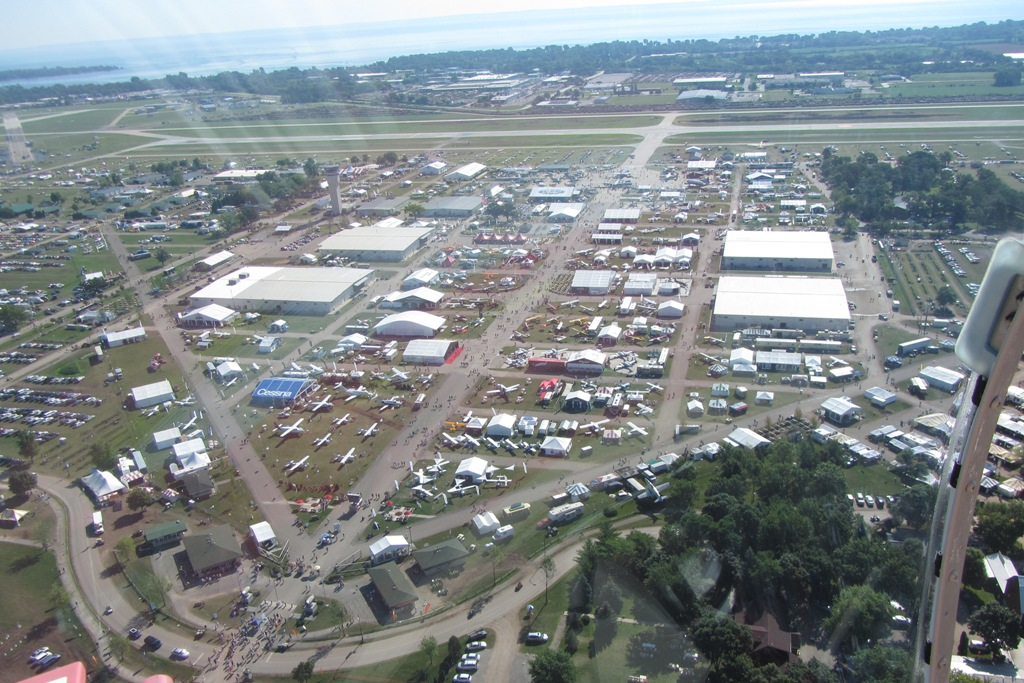
EAA AirVenture Oshkosh, 2011

Tom Poberezny wuchs mit der Luftfahrt auf. Aufgrund der Schlüsselrolle seines Vaters bei der Experimental Aircraft Association war der Keller der Pobereznys in Hales Corners praktisch das regionale Zentrum der Flugzeugbaugemeinde. Poberezny beendete sein Studium an der Northwestern University im Jahr 1970 mit einem Abschluss in Wirtschaftsingenieurwesen und beschäftigte sich anschließend mit der Luftfahrt. Er wurde Mitglied im US National Unlimited Aerobatic Team und wurde mit dem Team bei den Kunstflugweltmeisterschaften im Jahr 1972 in Salon-de-Provence in Frankreich Weltmeister.
Im Jahr 1971 gründete Poberezny zusammen mit Charlie Hillard und Gene Soucy das Kunstflugteam Red Devils (später Eagles Aerobatic Team), mit dem er bis zum Daytona Skyfest im Jahr 1995 auf zahlreichen Flugshows flog. Die Eagles waren damit das am längsten in unveränderter Besetzung betriebene Kunstflugteam der Welt. Des Weiteren spielte Poberezny neben seinem Partner Charlie Hillard einen Piloten im Film Mad Pilot - Der Wahnsinnsflieger.
Im Jahr 1977 wurde er zum Leiter des EAA AirVenture Oshkosh, das jährlich in Oshkosh stattfindet und mit über 750.000 Besuchern und über 10.000 Flugzeugen aus 68 Ländern die größte Luftfahrtveranstaltung der Welt ist. Ein Großteil des Wachstums des AirVenture geschah während der Amtszeit von Poberezny. Ende der 1970er Jahre rief er eine Kampagne ins Leben, die zum Bau des EAA Aviation Museum auf dem Wittman Regional Airport in Oshkosh führte, das 1983 eröffnet wurde.
1989 wurde Poberezny in den Vorstand der Experimental Aircraft Association gewählt. Die EAA fördert den Selbstbau und das Fliegen von Kleinflugzeugen und hat über 180.000 Mitglieder weltweit. 1992 rief er das Young-Eagles-Programm ins Leben, das Jugendliche an die Luftfahrt heranführt. Das Ziel, einer Million Kindern einen Flug zu ermöglichen, wurde im Oktober 2003 erreicht und am 28. Juli 2016 flog der zweimillionste Young Eagle mit dem Schauspieler und ehemaligen Vorsitzender Harrison Ford.
Poberezny war eines von sechs Mitgliedern der Centennial of Flight Commission, die im Jahr 1999 vom US-Kongress eingerichtet wurde, um die Feierlichkeiten zum einhundertsten Jubiläum des ersten Motorflugs der Brüder Wright zu organisieren. Er förderte auch die Rolle der EAA bei der Einführung der LSA-Klasse in den Vereinigten Staaten und eröffnete damit vielen Menschen neue Möglichkeiten, Fliegen zu lernen oder ihre fliegerischen Aktivitäten fortzusetzen.
Im März 2009 trat Paul Poberezny als Vorstandsvorsitzender der EAA zurück und Tom trat an seine Stelle.
Am 16. Juli 2011 kündigte Poberezny an, sich zum 1. August 2011 aus der EAA zurückziehen. Rod Hightower übernähme seine Aufgaben kommissarisch bis ein Nachfolger feststehen würde. Am 22. Oktober 2012 trat Hightower ebenfalls zurück und am gleichen Tag wurde Jack J. Pelton zum Vorsitzenden der EAA gewählt.
Poberezny saß in den Gremien verschiedener Luftfahrtorganisationen wie in der Geschäftsleitung der Garmin Ltd. und den Beratergremien der Aircraft Kit Industry Association, von Cirrus Aircraft, der Citation Jet Pilots Association und der Angel Flight West.

## Preise und Ehrungen
Poberezny wurde im Oktober 1996 in die Wisconsin Aviation Hall of Fame aufgenommen. Im Mai 2007 wurde ihm der Distinguished Wisconsin Aviator Award verliehen, zu dessen Trägern unter anderem Astronaut Mark C. Lee, Major General Albert Wilkening, Major General Fred R. Sloan und Astronaut Jim Lovell gehören. Im Jahr 2011 wurde er in die International Air & Space Hall of Fame des San Diego Air & Space Museum aufgenommen.
Anfang des Jahres 2013 erhielt Poberezny während einer Zeremonie in Beverly Hills in Kalifornien den angesehenen Living Legend of Aviation Award. Später im gleichen Jahr initiierten prominente Unterstützer wie der Test-, Kunstflug- und Kampfpilot Bob Hoover, Dick Van Grunsven, Frank Christensen und der Luft- und Raumfahrtingenieur Burt Rutan eine Petition für die Ehrung Pobereznys und seiner Leistungen während seiner zwanzigjährigen Führung der EAA beim EAA AirVenture Oshkosh 2014 und erstellten eine Website mit einer Unterstützerliste. Zu den prominenten Unterzeichnern der Liste gehörte unter anderem der CEO und Mitgründer von Cirrus Aircraft Dale Klapmeier.
Am 1. Oktober 2016 wurde Poberezny in Dayton, Ohio in die National Aviation Hall of Fame aufgenommen, wodurch er und sein Vater Paul, der 1999 aufgenommen wurde, zum ersten Vater-Sohn-Duo in der Hall of Fame wurden.